# Annibale Capalti
Annibale Capalti (* 21. Januar 1811 in Rom; † 18. Oktober 1877 ebenda) war ein Kardinal der Römischen Kirche.

## Leben
Annibale Capalti war der Sohn eines Rechtsanwaltes, der für die Sculteis Bank in Rom arbeitete. Er besuchte die Seminare in Volterra und in Rom, wo er einen Doktorgrad in Philosophie und Theologie erwarb. Danach arbeitete er zunächst als Verwalter bei der Gesellschaft für Kinderheime in Rom. 1839 wurde er Koadjutor mit dem Recht auf Nachfolge von Giovanni Brunelli, ordentlicher Professor für kanonische Texte an der Universität La Sapienza, 1840–1847 war er Nachfolger Brunellis als Professor. Capalti war Kanoniker des Kapitels von Santa Maria in Trastevere. Von November 1845 bis März 1852 war er Sekretär der Studienkongregation. Er wurde Kanoniker der Lateranbasilika und war 1848–1860 Studienpräfekt am Seminario Romano. 1848 wurde er zudem Substitut des Ministers für den öffentlichen Unterricht; 1851–1860 war er auch Mitglied des Staatsrates. Vom 14. November 1854 bis 1861 war Annibale Capalti Sekretär der Ritenkongregation und vom  30. März 1861 bis 1868 Sekretär der Kongregation Propaganda Fide.
Papst Pius IX. ernannte ihn im Konsistorium vom 13. März 1868 zum Kardinaldiakon. Am 16. März des Jahres erhielt er den Kardinalshut und die Titeldiakonie Santa Maria in Aquiro zugewiesen. Als Kurienkardinal war Capalti vom 3. Januar 1870 bis zu seinem Tode Präfekt der Studienkongregation. Er nahm 1870 am Ersten Vatikanischen Konzil teil.
Annibale Capalti starb in Rom und wurde auf dem dortigen Friedhof Campo Verano beigesetzt.